# Evelyn Morataya
Evelyn Oddeth Morataya Marroquín (Zacapa, 22 de agosto de 1972) es una política guatemalteca, que se desempeña como diputada al Congreso de Guatemala por Listado Nacional desde enero de 2020, anteriormente fue primera dama de Guatemala de 2000 a 2004. Es exesposa del presidente de Guatemala Alfonso Portillo.

## Biografía
Morataya acompañó a su esposo a numerosas visitas de Estado, destacando la visita que Portillo y Morataya realizaron a la XI Cumbre Iberoamericana realizada en 2001 y a los Emperadores de Japón en 2003.
Tras el gobierno de Alfonso Portillo, y las acusaciones de corrupción que se le hicieron, Morataya y Portillo se divorciaron. Al regreso de Portillo en 2015 a Guatemala luego de cumplir condena en Estados Unidos, Morataya anunció que buscaría ser candidata a diputada por Todos, a los pocos días declinó la candidatura.
En 2019, anunció su candidatura para diputada por Listado Nacional por el partido Bienestar Nacional, fue electa para el cargo y asumió su escaño el 14 de enero de 2020.

## Vida personal
Se convirtió en primera dama a los 27 años, siendo una de las primeras damas más jóvenes de la historia de Guatemala. También es la segunda ex primera dama en ocupar un cargo electo en la historia de Guatemala; así como la primera esposa de un presidente de Guatemala que nació en Zacapa.